# Onthophagus nebulosus
Onthophagus nebulosus là một loài bọ cánh cứng trong họ Bọ hung (Scarabaeidae).